# Karangwuni (Weru)
Karangwuni is een bestuurslaag in het regentschap Sukoharjo van de provincie Midden-Java, Indonesië. Karangwuni telt 3120 inwoners (volkstelling 2010).